# Атанас Забазновски
Атанас Прокопиев Забазновски, известен като Руски (на македонска литературна норма: Атанас Прокопиев Забазновски - Руски), е югославски комунистически партизанин, политически деец от Югославия и Социалистическа република Македония и народен герой на Югославия.

## Биография
Роден е на 7 януари 1925 в град Прилеп. Баща му е родом от Русия, а майка му от Македония. През 1941 година става член на СКМЮ. Играе футбол в отбора на ФК Гоце Делчев в Прилеп. След окупацията на Югославия през 1941 година заедно с група младежи започва да събира оръжия и да ги крие в дома си. През октомври 1943 година се присъединява към първа македонско-косовска ударна бригада. По-късно става секретар на СКМЮ на Четиридесет и втора македонска дивизия на НОВЮ. След войната работи в Държавния секретариат към Министерството на вътрешните работи.
Носител е на „Партизански възпоменателен медал 1941“ година и други висши отличия. Обявен е за народен герой на 20 декември 1951 година.